# Крыстев, Иван (борец)
Иван Турлаков Крыстев (болг. Иван Турлаков Кръстев, р. 29 апреля 1946) — болгарский борец-вольник, призёр Олимпийских игр.

## Биография
Родился в 1946 году в Нова-Загоре. В 1972 году стал бронзовым призёром Олимпийских игр в Мюнхене, а на чемпионате Европы занял 4-е место в своей весовой категории.